# Vollmer (compagnie)
Pour les articles homonymes, voir Vollmer.

Logo de Vollmer.

Vollmer GmbH & Co.KG ou Vollmer est un fabricant allemand de maquettes et d’accessoires destinés aux chemins de fer miniatures. 
La société est basée à Stuttgart- Zuffenhausen et produit une vaste gamme de maisons, de modèles de bâtiments ferroviaires et industriels, de véhicules, de caténaires et d'accessoires généraux aux échelles G, H0, TT, N et Z.

Vollmer a été fondée en 1946 par Wolfram K. Vollmer (1924-2010) , et fabriquait initialement des boutons à cols en métal. La réforme monétaire allemande de juin 1948 et la croissance économique qui en a résulté ont entraîné une demande de boutons en plastique pour cols et la société a introduit la technologie d'injection plastique. Vollmer a également commencé à développer des accessoires en plastique pour maquette de train et a présenté un système de caténaire breveté pour réseaux ferroviaires miniatures à l'échelle HO à la Foire du jouet de Nuremberg en 1949. 

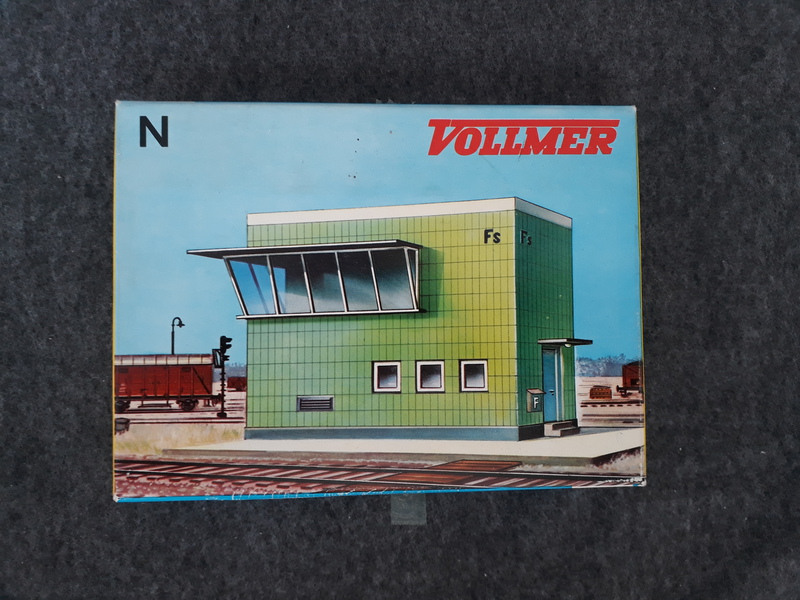
Maquette à monter d'un poste d'aiguillage à l'échelle N.

En 1954, la société avait commencé la production de modèles de maisons à l'échelle HO. Dans les années 1970, Vollmer était une grande entreprise qui comprenait des modèles européens ainsi que des modèles américains. 
En 2014, Susanne Vollmer, directrice de la société, a annoncé que la société arrêtera sa production et cessera ses activités en 2014. 
À l'été 2014, Vollmer et Viessmann ont annoncé l'acquisition par Viessmann de la licence de la marque Vollmer et qu'à partir de septembre 2014, les produits Vollmer seraient de nouveau disponibles sur le marché. 